# 小丸町 (岡崎市)
小丸町（こまるちょう）は、愛知県岡崎市の町名である。丁番を持たない単独町名であるが、小字が設置されている。

## 地理
岡崎市の北部に位置する。

### 河川
- 小丸川

### 小字
| - 字後ロ（うしろ） - 字大久後（おおくご） - 字郷中（ごうちゅう） - 字下モ（しも） | - 字俵田（たわらだ） - 字羽根（はね） - 字森下（もりした） |

## 世帯数と人口
2019年（令和元年）5月1日現在の世帯数と人口は以下の通りである。
| 町丁   | 世帯数 | 人口 |
| ------ | ------ | ---- |
| 小丸町 | 13世帯 | 44人 |

### 人口の変遷
国勢調査による人口の推移
| 1995年（平成7年）  | 47人 | [ 5 ] |  |
| 2000年（平成12年） | 46人 | [ 6 ] |  |
| 2005年（平成17年） | 40人 | [ 7 ] |  |
| 2010年（平成22年） | 34人 | [ 8 ] |  |
| 2015年（平成27年） | 37人 | [ 9 ] |  |

## 小・中学校の学区
市立小・中学校に通う場合、学区は以下の通りとなる。
| 番・番地等 | 小学校               | 中学校             |
| ---------- | -------------------- | ------------------ |
| 全域       | 岡崎市立常磐東小学校 | 岡崎市立常磐中学校 |

## 歴史
額田郡小丸村の一部を前身とする。
1889年10月1日に滝村、米河内村、安戸村、小丸村、新居村、蔵次村、大柳村が合併し、常磐村となった。同日、小丸村消滅。

## 施設
- 八幡宮
- 長光寺

## その他

### 日本郵便
- 郵便番号 : 444-3163[3]（集配局：岩津郵便局[11]）。

## 参考資料
- 「角川日本地名大辞典」編纂委員会 編『角川日本地名大辞典 23 愛知県』角川書店、1989年3月8日。ISBN 4-04-001230-5。
- 有限会社平凡社地方資料センター 編『日本歴史地名体系第23巻 愛知県の地名』平凡社、1981年。ISBN 4-582-49023-9。